# Teocrito (comes domesticorum)
Teocrito (in greco antico: Θεόκριτος?, Theókritos; ... – luglio 518) è stato un uomo politico e militare dell'Impero bizantino.

## Biografia
Di lui si hanno scarse notizie: è menzionato principalmente da due autori: Giovanni Malalas e il Conte Marcellino. Il primo lo menziona come un domestico (in greco antico: δομέστικος?; un ufficiale civile, ecclesiastico o militare), mentre il secondo lo cataloga come i satelles di Amanzio, cioè una specie di attendante o guardia del corpo.. È anche menzionato nei resoconti di Zaccaria il Retore, Evagrio Scolastico, Giordane, Teofane Confessore, Giovanni Zonara e anche nel Chronicon paschale. Sia Malalas che il Chronicon lo menzionano con il titolo di conte, il che rende probabile che il suo titolo completo fosse comes domesticorum. Procopio di Cesarea non lo menziona per nome, ma in un passaggio descrive alcune circostanze della sua morte.

### Candidato al trono imperiale
Non si hanno notizie su Teocrito prima del luglio del 518, quando l'imperatore Anastasio I Dicoro morì senza figli e senza designare un erede; inoltre anche l'imperatrice, la potente Ariadne, era morta in precedenza e, quindi, non poteva influenzare sul Senato, sui dignitari e sull'esercito per la scelta del successore, come aveva fatto in passato.
Secondo Malala, l'eunuco Amanzio, il potente praepositus sacri cubiculi, intendeva far nominare imperatore Teocrito, comes domesticorum, cioè comandante di un'unità d'élite del tardo impero romano.  Amanzio sperava di assicurarsi l'elezione di Teocrito corrompendo Giustino, il comes excubitorum, capo delle guardie imperiali. Giustino avrebbe dovuto condividere il denaro con le sue truppe.
Gli eventi di quella giornata sono stati descritti in dettaglio da Pietro Patrizio, estratti delle cui opere si trovano nel De Ceremoniis, opera del X secolo. La mattina delle scelta del nuovo imperatore gli excubitores inizialmente proposero ufficialmente un certo Giovanni come nuovo imperatore ed egli fu presentato al popolo nell'Ippodromo di Costantinopoli. Ma i Blue, una delle più influenti fazioni presenti nell'Ippodromo, si ribellò contro questo candidato. Le guardie della Schola palatina tentarono di proclamare un proprio candidato: il magister militis praesentalis Patrizio, ma gli excubitores si gettarono con questi e i suoi, fino quasi al punto di ucciderlo. A questo punto intervenne il nipote di Giustino, il futuro imperatore Giustiniano, che fece fuggire Patrizio.
A questo punto era necessario uscire velocemente dallo situazione di stallo che si era venuta a creare, sia per evitare una sollevazione popolare che uno scontro tra le due guardie imperiali. Il progetto di Amanzio consisteva nel proporre come imperatore Teocrito, generale poco conosciuto, che evidentemente lui considerava facile da gestire. Per ottenere il suo obiettivo aveva bisogno di almeno una delle due guardie imperiali e per tale motivi si rivolse al comes excubitores Giustino. Per conquistarne l'appoggio Amanzio offrì una ingente somma di denaro, con l'intento di comprare il favore di Giustino, dei suoi uomini e di una parte della folla che rumoreggiava nell'Ippodromo: così alla fine, secondo i piani di Amanzio, anche i demi dell'Ippodromo avrebbero acclamato Teocrito come imperatore.
Al contrario degli accordi raggiunti, probabilmente su suggerimento del nipote, come pensa la maggioranza degli storici, Giustino decise di usare il denaro ricevuto per comprare per sé i favori delle fazioni dell'Ippodromo. Contemporaneamente il nome di Giustino fu fatto filtrare in Senato, dove i senatori erano riuniti, incapaci di trovare un candidato. Giustino apparve subito come un candidato di compromesso per tutte le varie fazioni senatoriali: era un convinto cattolico ortodosso, piaceva ai calcedoniani, non aveva figli, quindi probabilmente non avrebbe costituito una dinastia, inoltre aveva già sessantacinque anni e avrebbe perciò regnato poco. Inoltre, data la sua origine umile e la sua scarsa conoscenza della politica, tutti pensarono che fosse facilmente controllabile. E così Giustino fu presentato al popolo come nuovo imperatore, acclamato sia dalla fazione dei verdi e da quella dei blu, che erano stati comprati dal nipote, che li aveva pagati con l'oro ricevuto da Amanzio.

### Morte
Sia Amanzio che Teocrito furono giustiziati pochi giorni dopo la nomina di Giustino. Procopio di Cesarea riporta brevemente: 
Sulla base del racconto di Marcellino, Amanzio e i suoi sostenitori furono accusati di professare il manicheismo. Combinando le varie fonti, la maggioranza degli storici ritiene che Amanzio e Teocrito tentarono di rovesciare Giustino immediatamente dopo la sua elezione, cercando di ottenere l'appoggio popolare.